# 4701 Milani
4701 Milani је астероид главног астероидног појаса са средњом удаљеношћу од Сунца која износи 2,705 астрономских јединица (АЈ).
Апсолутна магнитуда астероида је 13,0.